# BCL11A
BCL11A‏ (B cell CLL/lymphoma 11A) هوَ بروتين يُشَفر بواسطة جين BCL11A في الإنسان.